# Celebration (album Madonna)
Celebration è la quarta raccolta della cantautrice statunitense Madonna, la prima a raccogliere i suoi maggiori successi discografici dal 1982 al 2009, e segna l'addio della cantante all'etichetta discografica Warner Bros. Records.

## Descrizione
Le canzoni del disco sono state tutte rimasterizzate e selezionate da Madonna e dai suoi fans, coprendo l'intera carriera della cantante con brani come Everybody, Express Yourself, Vogue e 4 Minutes.
Alcuni dei brani sono stati "rieditati" apposta per questa raccolta (Everybody, Express Yourself, Lucky Star), altri sono presenti in forma originale o in una versione "Edit" già esistente.
La raccolta, pubblicata in Italia il 18 settembre 2009, è stata anticipata dal singolo Celebration, pubblicato il 3 agosto 2009 ed inedito, incluso nella raccolta insieme a Revolver.
I brani nella raccolta sono in ordine sparso, mentre l'artwork, sia dell'album che del DVD, è stato creato dallo street pop artist "Mr. Brainwash".
Celebration è uscito sia come doppio album sia con una versione contenente un unico disco.
Dal 25 settembre è disponibile anche una versione in doppio DVD col nome di Celebration: The Video Collection, che racchiude i migliori video musicali di Madonna in ordine cronologico, alcuni per la prima volta su DVD e altre vere e proprie rarità incluso il video del singolo omonimo.
Il secondo singolo, uscito il 14 dicembre 2009, è Revolver.
L'edizione digitale Deluxe di iTunes include in esclusiva la canzone It's So Cool, originariamente uno dei demo dell'album American Life con il titolo Cool Song.
L'Album nel 2012 rientra nelle classifiche italiane.

## Accoglienza
Celebration ottenne recensioni positive. The Daily Telegraph scrisse: "La Celebration di Madonna riflette appieno la costanza con cui ci ha confezionato hit come 'Music', 'Ray of Light', 'Frozen' o 'Don't Tell Me'", ospitando solo un paio di canzoni non indispensabili." Slant Magazine commentò che "in realtà, quello che Madonna e i suoi fan stanno festeggiando con la pubblicazione di Celebration è la prova tangibile che il repertorio della popstar è talmente sconfinato e variegato da poter pubblicare una massiccia raccolta che in due dischi strizza 36 canzoni e riuscire a trasmettere solo in maniera incompleta il mito di Madonna", ma aggiunse che "all'album mancano canzoni, non tutte quelle contenute sono quelle giuste, e sembra essere stato assemblato da una playlist automatica non particolarmente intuitiva." AllMusic sostenne che "la raccolta si attiene fantasticamente al titolo; senza dubbio è una celebrazione della carriera di Madonna che contiene alcuni dei brani di musica pop più memorabili e affascinanti mai creati."
Rolling Stone scrisse che "Celebration si apre sprizzando gioia e non perde mai colpi. Si tratta di un inebriante viaggio non cronologico tra gli anni di Madonna, anni in cui sei grato di aver vissuto. Il suo talento nel produrre hit è impareggiabile e [...] ancora vivo", ma sostenne che la canzone "Angel" avrebbe dovuto essere presente. Entertainment Weekly sostenne che l'album "si mantiene sorprendentemente buono per tutta la sua durata". L'Houston Chronicle scrisse entusiasta che "ogni canzone contenuta in Celebration rappresenta un momento preciso del passato, in cui abbiamo cantato con la radio accesa, in cui abbiamo volteggiato sulla pista da ballo. Si tratta di un testamento vivente delle prodezze pop di Madonna, spesso minimizzate, dai fruscianti inizi elettropop di 'Everybody' e 'Burning Up' fino ai volteggi retro disco di 'Beautiful Stranger' e 'Hung Up', che resta un indiscutibile inno da mani al cielo."
NME scrisse una recensione negativa, "Madonna ovviamente concepisce questa raccolta come una testimonianza della sua longevità musicale [...] quando in realtà evidenzia i suoi recenti fallimenti", sebbene sia "ingiusto sottovalutare il tocco magico di Madge nel mondo della musica fino al 1990". Anche Pitchfork sottolineò le differenze tra la qualità del materiale di Madonna prodotto nei primi anni e negli ultimi, commentando come "'Hung Up' [sia] veramente l'unica canzone dell'era successiva al GHV2 che si sia insinuata nell'immaginario collettivo pop americano", aggiunse che "[Madonna] si merita una retrospettiva più mirata che questa operazione commerciale piena di riempitivi", e lodò le prime canzoni sul disco, definendole "incredibilmente forti, un argomento a favore del genio di Madonna."

## Tracce

### CD singolo
1. Hung Up – 5:36 (Madonna, Stuart Price, Benny Andersson, Björn Ulvaeus)
2. Music – 3:45 (Madonna, Mirwais Ahmadzaï)
3. Vogue (The Immaculate Collection Version) – 5:16 (Madonna, Shep Pettibone)
4. 4 Minutes (feat. Justin Timberlake, Timbaland) (Radio Edit) – 3:09 (Madonna, Tim Mosley, Justin Timberlake, Nate Hills)
5. Holiday – 6:08 (Curtis Hudson, Lisa Stevens)
6. Like a Virgin (The Immaculate Collection Version) – 3:08 (Tom Kelly, Billy Steinberg)
7. Into the Groove – 4:45 (Steve Bray, Madonna)
8. Like a Prayer – 5:42 (Madonna, Patrick Leonard)
9. Ray of Light (Radio Edit) – 4:33 (Madonna, William Orbit, Clive Muldoon, Dave Curtis, Christine Leach)
10. La Isla Bonita – 4:02 (Madonna, Patrick Leonard, Bruce Gaitsch)
11. Frozen (Radio Edit) – 5:10 (Madonna, Patrick Leonard)
12. Material Girl – 4:00 (Peter Brown, Robert Rans)
13. Papa Don't Preach – 4:29 (Brian Elliott, Madonna)
14. Lucky Star (2009 Q-Sound Edit) – 3:38 (Madonna)
15. Express Yourself (2009 Edit) – 3:59 (Madonna, Stephen Bray)
16. Open Your Heart (The Immaculate Collection Version) – 3:49 (Madonna, Gardner Cole, Peter Rafelson)
17. Dress You Up (2009 Edit) – 4:02 (Andrea LaRusso, Peggy Stanziale)
18. Celebration – 3:34 (Madonna, Paul Oakenfold, Ian Green, Ciaran Gribbin)

Note
- Tutte le tracce sono in versione album tranne dove indicato

### CD doppio

#### CD1
1. Hung Up – 5:36 (Madonna, Stuart Price, Benny Andersson, Björn Ulvaeus)
2. Music – 3:45 (Madonna, Mirwais Ahmadzaï)
3. Vogue (The Immaculate Collection Version) – 5:16 (Madonna, Shep Pettibone)
4. 4 Minutes (feat. Justin Timberlake, Timbaland) (Radio Edit) – 3:09 (Madonna, Tim Mosley, Justin Timberlake, Nate Hills)
5. Holiday – 6:08 (Curtis Hudson, Lisa Stevens)
6. Everybody (2009 Edit) – 4:10 (Madonna)
7. Like a Virgin (The Immaculate Collection Version) – 3:08 (Tom Kelly, Billy Steinberg)
8. Into the Groove – 4:45 (Steve Bray, Madonna)
9. Like a Prayer – 5:42 (Madonna, Patrick Leonard)
10. Ray of Light (Radio Edit) – 4:33 (Madonna, William Orbit, Clive Muldoon, Dave Curtis, Christine Leach)
11. Sorry (Single Edit) – 3:58 (Madonna, Stuart Price)
12. Express Yourself (2009 Edit) – 3:59 (Madonna, Stephen Bray)
13. Open Your Heart (The Immaculate Collection Version) – 3:49 (Madonna, Gardner Cole, Peter Rafelson)
14. Borderline (2009 Q-Sound Edit) – 3:59 (Reggie Lucas)
15. Secret (Radio Edit) – 3:38 (Madonna, Dallas Austin, Shep Pettibone)
16. Erotica (Radio Edit) – 4:30 (Madonna, Shep Pettibone, Anthony Shimkin)
17. Justify My Love – 4:54 (Lenny Kravitz, Ingrid Chavez, Madonna)
18. Revolver (feat. Lil Wayne) – 3:40 (Madonna, Dwayne Carter, Justin Franks, Carlos Centel Battey, Steven Andre Battey, Brandon Kitchen)

Durata totale: 78:39

#### CD2
1. Dress You Up (2009 Edit) – 4:02 (Andrea LaRusso, Peggy Stanziale)
2. Material Girl – 4:00 (Peter Brown, Robert Rans)
3. La Isla Bonita – 4:03 (Madonna, Patrick Leonard, Bruce Gaitsch)
4. Papa Don't Preach – 4:29 (Brian Elliott, Madonna)
5. Lucky Star (2009 Q-Sound Edit) – 3:38 (Madonna)
6. Burning Up – 3:44 (Madonna)
7. Crazy for You (The Immaculate Collection Version) – 3:44 (John Bettis, Jon Lind)
8. Who's That Girl – 4:00 (Madonna, Patrick Leonard)
9. Frozen – 6:18 (Madonna, Patrick Leonard)
10. Miles Away (Radio Edit) – 3:45 (Madonna, Timbaland, Justin Timberlake, Nate Hills)
11. Take a Bow – 5:20 (Madonna, Babyface)
12. Live to Tell – 5:51 (Madonna, Patrick Leonard)
13. Beautiful Stranger – 4:22 (Madonna, William Orbit)
14. Hollywood – 4:23 (Madonna, Mirwais Ahmadzaï)
15. Die Another Day – 4:36 (Madonna, Mirwais Ahmadzaï)
16. Don't Tell Me (Radio Edit) – 4:11 (Madonna, Mirwais Ahmadzaï, Joe Henry)
17. Cherish (2009 Edit) – 3:54 (Madonna, Patrick Leonard)
18. Celebration – 3:34 (Madonna, Paul Oakenfold, Ian Green, Ciaran Gribbin)

Durata totale: 77:54
Tracce bonus dell'edizione deluxe di iTunes
1. Celebration (Benny Benassi Remix Edit) – 4:01 (Madonna, Paul Oakenfold, Ian Green, Ciaran Gribbin)
2. It's So Cool – 3:27 (Madonna, Mirwais Ahmadzaï, Monte Pittman)

Traccia bonus dell'edizione deluxe di Amazon Music
1. Celebration (Felguk Love Remix) – 6:38 (Madonna, Paul Oakenfold, Ian Green, Ciaran Gribbin)

## Formati e versioni
- Versione Standard, include un solo cd con 18 brani
- Versione Deluxe, include due cd con 36 brani
- Digital Download - Versione Standard
- Digital Download - Versione Deluxe (più Bonus Tracks)
- Versione 2 DVD, include 47 video musicali
- Versione LP, include 4 lp con 36 brani

La raccolta Celebration è stata pubblicata su CD, in un'edizione standard, con una lista tracce di 18 brani compreso l'inedito "Celebration", oppure in un'edizione speciale con due CD, contenente 36 brani con un secondo inedito, "Revolver".
Celebration è disponibile anche in formato digitale dove, nell'edizione speciale, si aggiungono altre tre bonus tracks: la versione Benny Bennassi Remix di "Celebration", "It's So Cool" ed un altro remix di "Celebration".

## Outtakes & demos
- Broken (Madonna, Paul Oakenfold) - traccia registrata come inedito per la compilation Celebration, poi non inserita; parti del testo sono prese dal brano "Miles Away". Il demo è trapelato su internet nel settembre 2010. Nel 2012 alcuni membri del fanclub ufficiale di Madonna, ICON, hanno potuto acquistare un'edizione limitata in vinile della canzone, contenente anche un remix e una versione strumentale

## Successo commerciale
L'album ha venduto nella prima settimana 189 000 copie, 30.000 delle quali in Italia, e ha debuttato alla numero 1, oltre che in questo paese, anche in Gran Bretagna ed Irlanda.
L'album ha raggiunto poi la 1ª posizione in Belgio (Fiandre), Danimarca e Germania, mentre in Austria, Stati Uniti, Belgio (Vallonia), Finlandia, Paesi Bassi, Norvegia, Portogallo, Spagna, Svezia e Svizzera l'album ha debuttato nella top ten.
Fino ad oggi l'album ha venduto 4 milioni di copie
In Italia è alla 21ª posizione nella classifica stilata dalla FIMI riguardante gli album più venduti nel 2009; mentre la raccolta dei video in DVD al n.6.
Nel 2012, in seguito all'uscita del brano Give Me All Your Luvin' e della disponibilità in pre-ordine dell'album MDNA, Celebration è rientrato in classifica nella Billboard 200 alla posizione numero 24.

## Classifiche

### Classifiche settimanali
| Classifica (2009) | Posizione massima |
| ----------------- | ----------------- |
| Belgio (Fiandre)  | 1                 |
| Danimarca         | 1                 |
| Italia            | 1                 |
| Messico           | 1                 |
| Germania          | 1                 |
| Irlanda           | 1                 |
| Regno Unito       | 1                 |
| Paesi Bassi       | 2                 |
| Belgio (Vallonia) | 2                 |
| Svezia            | 2                 |
| Finlandia         | 2                 |
| Spagna            | 2                 |
| Portogallo        | 2                 |
| Nuova Zelanda     | 2                 |
| Svizzera          | 3                 |
| Norvegia          | 3                 |
| Polonia           | 3                 |
| Austria           | 4                 |
| Australia         | 6                 |
| Stati Uniti       | 7                 |

### Classifiche di fine anno
| Classifica (2009) | Posizione |
| ----------------- | --------- |
| Italia            | 20        |

## Pubblicazione
| Paese                            | Data                             |
| Standard Edition, Deluxe Edition | Standard Edition, Deluxe Edition |
| -------------------------------- | -------------------------------- |
| Italia                           | 18 settembre 2009                |
| Australia                        | 21 settembre 2009                |
| Brasile                          | 21 settembre 2009                |
| Portogallo                       | 21 settembre 2009                |
| Regno Unito                      | 21 settembre 2009                |
| Resto del Mondo                  | 28 settembre 2009                |
| Stati Uniti                      | 29 settembre 2009                |
| DVD Version                      |                                  |
| Germania                         | 25 settembre 2009                |
| Australia                        | 28 settembre 2009                |
| Stati Uniti                      | 29 settembre 2009                |